# Jeanette Kohl

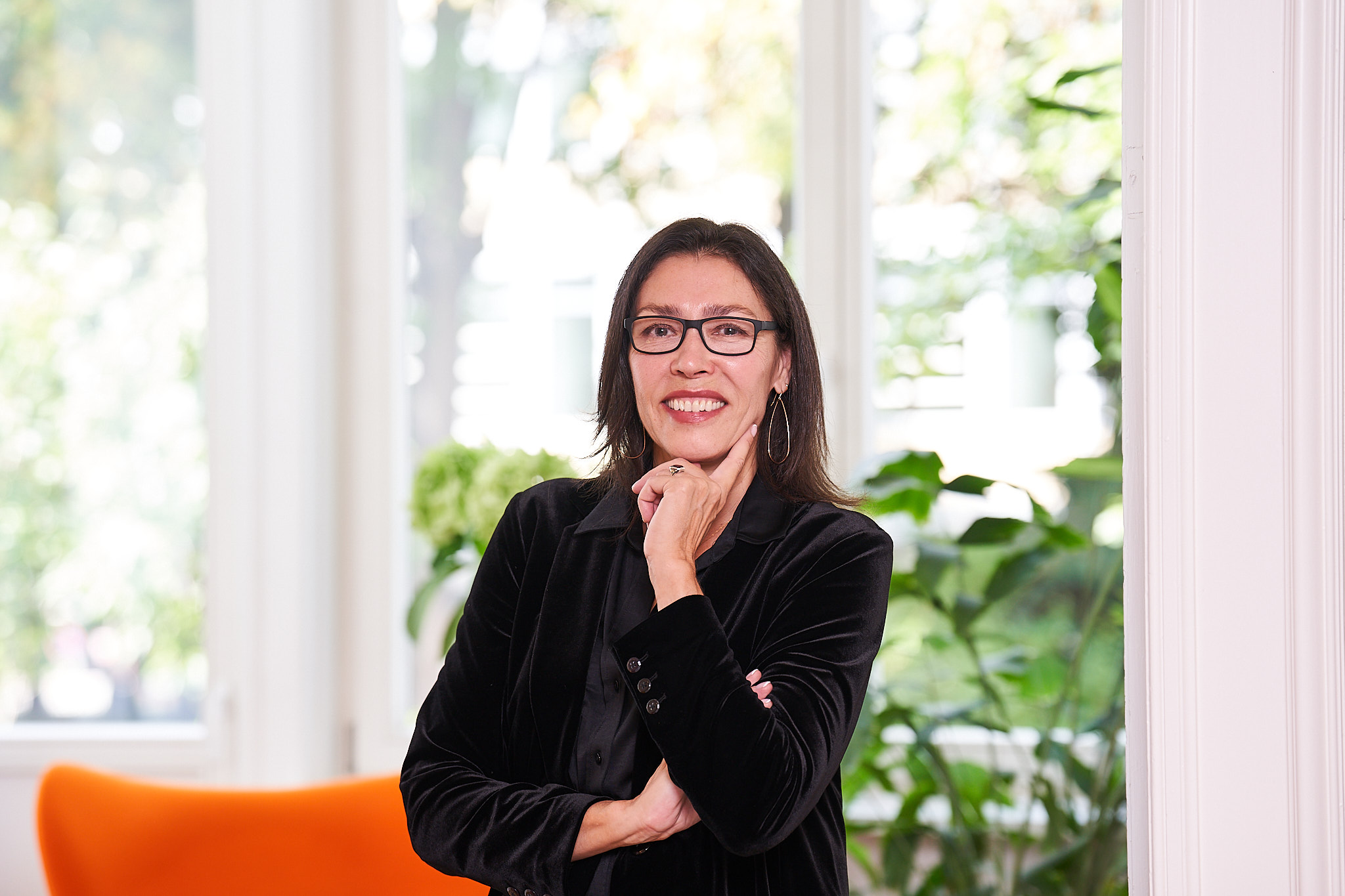
Jeanette Kohl (2022)

Jeanette Kohl (* 18. Oktober 1963 in Trier) ist eine deutsch-amerikanische Kunsthistorikerin. Sie lehrt seit 2008 als Professorin am Art History Department der University of California, Riverside (USA); von 2015 bis 2018 hatte sie die Position des Department Chair inne. 2017 hob sie den Studiengang Medical and Health Humanities an UCR mit aus der Taufe. Seit Juli 2021 ist sie eine von zwei Direktoren des universitätseigenen Center for Ideas and Society.

## Werdegang
Kohl wurde an der Universität Trier 2001 mit Auszeichnung promoviert. Von 2001 bis 2004 forschte sie als Postdoc am Max-Planck-Institut für Kunstgeschichte in Florenz. 2004 bis 2008 war sie wissenschaftliche Mitarbeiterin am Institut für Kunstgeschichte der Universität Leipzig und 2007 Gastprofessorin an der Friedrich-Schiller-Universität Jena (2007).

## Forschung
Kohls Forschungsinteressen gelten der italienischen Renaissance in Kunst und Architektur, wobei wissenschaftliche Schwerpunkte zum einen auf der Ästhetik und Agency von Skulptur und zum anderen auf dem Porträt und frühneuzeitlichen Porträtkonzepten liegen. Unter interdisziplinärer und transhistorischer Perspektive untersucht Kohl vor allem Objektkulturen, zum Beispiel mittelalterliche und frühneuzeitliche Reliquiare, und Darstellungs- und Deutungsprinzipien des menschlichen Gesichts. Weitere Aspekte von Kohls Forschungen und Lehre sind das Nachleben der Renaissance in der zeitgenössischen Kunst sowie Repräsentationsformen der Medizingeschichte.

## Auszeichnungen (Auswahl)
Kohl war Stipendiatin des Max-Planck-Instituts für Kunstgeschichte in Florenz (2001–2004); Fellow am Getty Research Institute in Los Angeles (2014) und am Morphomata Center for Advanced Studies (Käte-Hamburger-Kolleg) der Universität Köln (2015). 2018/19 war sie 'Agnes Gund and Daniel Shapiro Member' des Institute for Advanced Study in Princeton. Im akademischen Jahr 2022/23 wird sie als Fellow am Hamburg Institute for Advanced Study (HIAS) der Universität Hamburg forschen.

## Veröffentlichungen (Auswahl)

### Monografie
- Fama und Virtus. Bartolomeo Colleonis Grabkapelle, Akademie-Verlag, Berlin 2004

### Herausgeberschaften
- Renaissance Love. Eros, Passion, and Friendship in Italian Art Around 1500, hg. von Jeanette Kohl, Marianne Koos und Adrian Randolph, Deutscher Kunstverlag, München 2014
- Similitudo. Concepts of Likeness in the Middle Ages and the Renaissance, hg. von Jeanette Kohl, Martin Gaier und Alberto Saviello, Fink Verlag, München 2012
- En Face. Seven Essays on the Human Face, hg. von Jeanette Kohl und Dominic Olariu (= Kritische Berichte, 1/2012), Marburg 2012
- Kopf / Bild. Die Büste in Mittelalter und Früher Neuzeit, hg. von Jeanette Kohl und Rebecca Müller, Deutscher Kunstverlag, München/Berlin 2007

### Aufsätze
- Das Herz in der Truhe (Heart in a Box), in: Recycle – (Re)Invent. Rezeptionswege von Byzanz bis in die Moderne. Festschrift für Frank Zöllner, hg. von Julia Dellith, Johannes Gebhardt und Daniela Roberts, Leipzig 2021, S. 42–63
- Hydrocephalus, Rickets, and the Bust of an Infant from Renaissance Italy, in: Child’s Nervous System, 381, 2019, S. 1–4 https://link.springer.com/article/10.1007/s00381-019-04134-y
- The Intelligence of Sculpture. Verrocchio and Leonardo, in: Leonardo in Dialogue. The Artist Amid his Contemporaries, hg. von Francesco Borgo, Alessandro Nova und Rodolfo Maffeis (= Italian Studies of the Kunsthistorisches Institut in Florenz), Marsilio Editori, Venedig 2019, S. 47–72
- A Murder, a Mummy, and a Bust. A Bust of Simon of Trent at the Getty, in: Getty Research Journal 10, 2018, S. 27–60 https://ucrtoday.ucr.edu/35619
- The Salutati Tomb in Fiesole. Animation, Representation and Scholarly ‘Memoria‘, in: Wiener Jahrbuch für Kunstgeschichte, LXIII/LXIV, Boehlau, Wien u. a. 2017, S. 149–168
- FACES. Faces, Art, and Computerized Evaluation Systems–A Feasibility Study of the Application of Face Recognition Systems to Works of Portrait Art (zusammen mit Conrad Rudolph, Amit Roy-Chowdhury und Ramya Srinivasan), in: Artibus et Historiae, 75, XXXVIII, S. 265–291
- Hannah Wilke. Intra-Venus, in: Venus as Muse. From Lucretius to Serres, hg. von Hanjo Berressem, Günter Blamberger und Sebastian Goth, Rodopi, Amsterdam/New York 2015, S. 73–12
- Mimesis. Notes from the Field, in: Art Bulletin 95/2, Juni 2013, S. 205–207
- No one in particular. Donatello’s San Rossore, in: Inventing Faces. Rhetorics of Portraiture Between Renaissance and Modernism, hg. von Mona Koerte, Stefan Weppelman u. a., Gemäldegalerie Staatliche Museen zu Berlin und ZfL, Berlin 2013, S. 15–28
- Die Federn der Seele. Einkleidung eines Sinnbilds, in: Kleider machen Bilder. Vormoderne Strategien vestimentärer Bildsprache, hg. von David Ganz, Edition Imorde, Berlin 2012, S. 195–218
- Morals, Males, and Mirrors. Busts of Boys in the Quattrocento, in: Desiderio da Settignano, hg. von Joseph Connors, Alessandro Nova und Gerhard Wolf, Edizione Marsilio, Venedig 2011, S. 89–101
- Body, Mind, and Soul. On the So-Called 'Platonic Youth' in the Bargello, Florence, in: Subject as Aporia in Early Modern Art, hg. von Alexander Nagel und Lorenzo Pericolo, Ashgate, Aldershot 2010, S. 43–69